# Annapolis County
Annapolis County är ett county i Kanada och har 20 591 invånare. Det ligger i provinsen Nova Scotia, i den sydöstra delen av landet, 800 km öster om huvudstaden Ottawa. Annapolis County ligger vid sjön Hendry Lake.
I omgivningarna runt Annapolis County växer i huvudsak blandskog. Trakten runt Annapolis County är nära nog obefolkad, med mindre än två invånare per kvadratkilometer.